# فهرست کشورها بر پایه توازن حساب جاری
در این نوشتار فهرستی از کشورها بر پایهٔ توازن حساب جاری آمده است.

## اطلاعات‌نامه جهان سیا

### ۲۰ اقتصاد با بیشترین مازاد
اطلاعات فهرست زیر بر اساس داده‌هایی به دست آمده که در سال ۲۰۱۷ در اطلاعات‌نامه جهان سازمان اطلاعات مرکزی آمریکا تخمین زده شده‌اند.
| رتبه | کشور          | توازن حساب جاری (میلیون دلار) | سال  |
| ---- | ------------- | ----------------------------- | ---- |
| ۱    | آلمان         | ۲۹۶٬۰۰۰                       | ۲۰۱۷ |
| ۲    | ژاپن          | ۱۷۵٬۰۰۰                       | ۲۰۱۷ |
| ۳    | چین           | ۱۶۲٬۵۰۰                       | ۲۰۱۷ |
| ۴    | کره جنوبی     | ۸۵٬۱۴۰                        | ۲۰۱۷ |
| ۵    | هلند          | ۸۲٬۴۴۰                        | ۲۰۱۷ |
| ۶    | تایوان        | ۷۹٬۰۰۰                        | ۲۰۱۷ |
| ۷    | سوئیس         | ۶۷٬۳۳۰                        | ۲۰۱۷ |
| ۸    | سنگاپور       | ۵۹٬۷۹۰                        | ۲۰۱۷ |
| ۹    | ایتالیا       | ۵۲٬۸۳۰                        | ۲۰۱۷ |
| ۱۰   | تایلند        | ۴۹٬۰۰۰                        | ۲۰۱۷ |
| ۱۱   | روسیه         | ۴۱٬۴۶۰                        | ۲۰۱۷ |
| ۱۲   | اسپانیا       | ۲۴٬۳۰۰                        | ۲۰۱۷ |
| ۱۳   | دانمارک       | ۲۳٬۶۱۰                        | ۲۰۱۷ |
| ۱۴   | نروژ          | ۲۱٬۷۳۰                        | ۲۰۱۷ |
| ۱۵   | ایران         | ۲۱٬۶۰۰                        | ۲۰۱۷ |
| ۱۶   | سوئد          | ۲۱٬۴۰۰                        | ۲۰۱۷ |
| ۱۷   | ماکائو        | ۱۶٬۸۶۰                        | ۲۰۱۷ |
| ۱۸   | اسرائیل       | ۱۴٬۲۸۰                        | ۲۰۱۷ |
| ۱۹   | جمهوری ایرلند | ۱۰٬۹۴۰                        | ۲۰۱۷ |
| ۲۰   | هنگ کنگ       | ۱۰٬۰۶۰                        | ۲۰۱۷ |

### ۲۰ اقتصاد با بیشترین کسری
| رتبه | کشور                | توازن حساب جاری (میلیون دلار) | سال  |
| ---- | ------------------- | ----------------------------- | ---- |
| ۱    | ایالات متحده آمریکا | ۴۶۲٬۰۰۰                       | ۲۰۱۷ |
| ۲    | بریتانیا            | ۹۱٬۴۲۰                        | ۲۰۱۷ |
| ۳    | کانادا              | ۵۵٬۵۷۰                        | ۲۰۱۷ |
| ۴    | ترکیه               | ۳۸٬۹۵۰                        | ۲۰۱۷ |
| ۵    | برزیل               | ۲۸٬۹۹۰                        | ۲۰۱۷ |
| ۶    | فرانسه              | ۲۸٬۹۲۰                        | ۲۰۱۷ |
| ۷    | الجزایر             | ۲۲٬۸۷۰                        | ۲۰۱۷ |
| ۸    | آرژانتین            | ۲۲٬۱۳۰                        | ۲۰۱۷ |
| ۹    | استرالیا            | ۲۱٬۶۸۰                        | ۲۰۱۷ |
| ۱۰   | مصر                 | ۱۹٬۸۳۰                        | ۲۰۱۷ |
| ۱۱   | مکزیک               | ۱۹٬۸۱۰                        | ۲۰۱۷ |
| ۱۲   | اندونزی             | ۱۷٬۰۳۰                        | ۲۰۱۷ |
| ۱۳   | هند                 | ۱۳٬۰۴۷                        | ۲۰۱۷ |
| ۱۴   | عراق                | ۱۲٬۲۲۰                        | ۲۰۱۷ |
| ۱۵   | کلمبیا              | ۱۱٬۷۰۰                        | ۲۰۱۷ |
| ۱۶   | پاکستان             | ۱۱٬۶۷۰                        | ۲۰۱۷ |
| ۱۷   | عمان                | ۱۰٬۳۰۰                        | ۲۰۱۷ |
| ۱۸   | آفریقای جنوبی       | ۹٬۸۱۰                         | ۲۰۱۷ |
| ۱۹   | لبنان               | ۹٬۴۸۸                         | ۲۰۱۷ |
| ۲۰   | قزاقستان            | ۸٬۲۹۱                         | ۲۰۱۷ |

## داده‌های اداره آمار اروپا
جدول زیر توازن حساب منطقه یورو و اتحادیه اروپا را بر اساس داده‌های اداره آمار اروپا (یورواستت) نشان می‌دهد.
| رتبه | کشور          | توازن حساب جاری (میلیون یورو) | سال  |
| ---- | ------------- | ----------------------------- | ---- |
| ۱    | منطقه یورو    | ۳۸۶٬۵۶۷                       | ۲۰۱۷ |
| ۲    | اتحادیه اروپا | ۲۰۱٬۹۱۰                       | ۲۰۱۷ |